# بييرو دي الينكير
بييرو دي الينكير (بالإنجليزية: Pêro de Alenquer) كان مستكشفًا برتغاليًا في القرن الخامس عشر.

## طالع أيضًا
- قائمة المستكشفين